# Fenix Toulouse Handball
Fenix Toulouse Handball, francuski klub piłki ręcznej mężczyzn, powstały w 1964 r. z bazą w Tuluzie pod nazwą ASEAT. Klub występuje w rozgrywkach w Division 1, od sezonu 1996/97.
Największym sukcesem w historii klubu jest puchar Francji w 1998.

## Sukcesy
- Puchar Francji:
  -  1998